# Cảm xúc

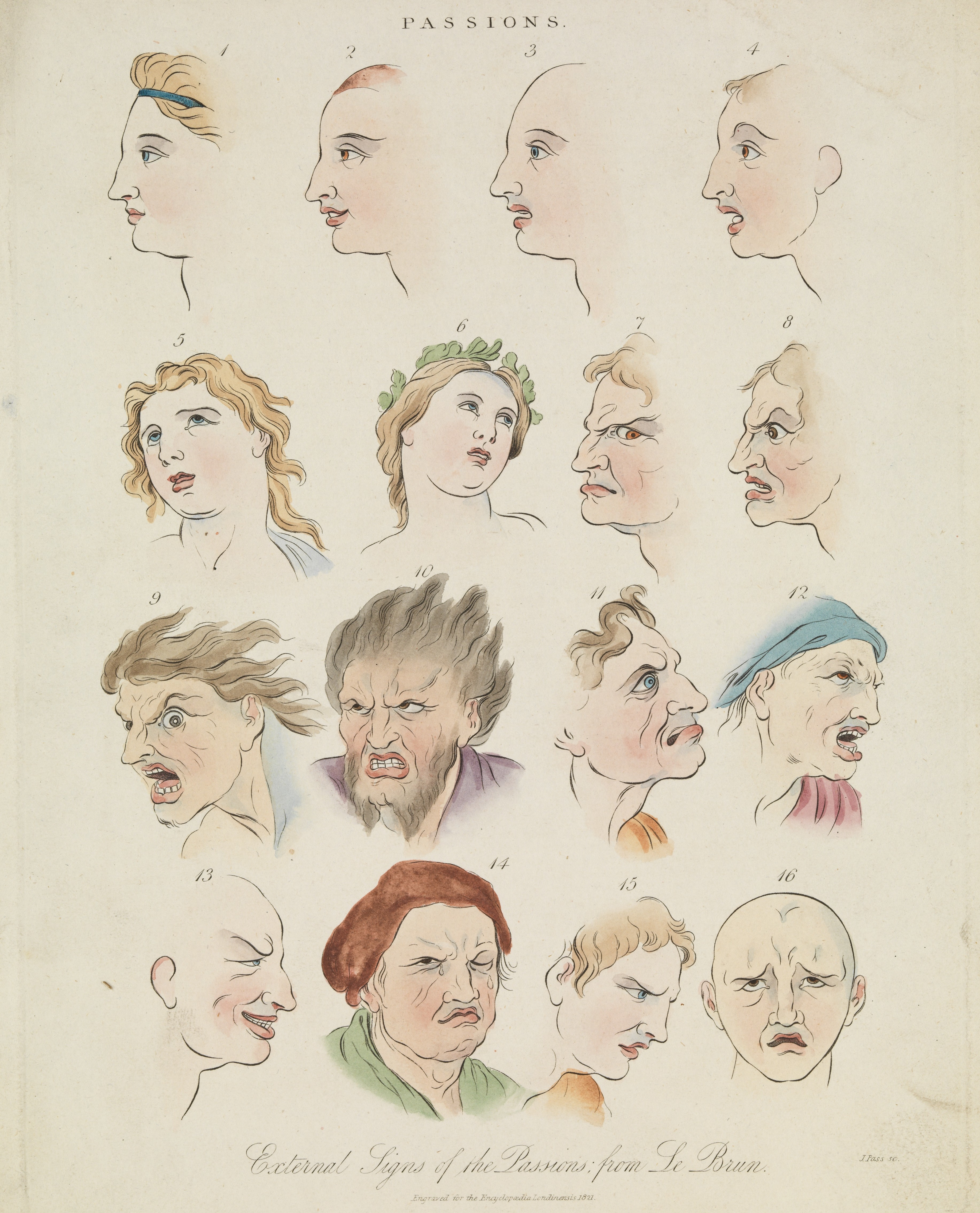
Mười sáu khuôn mặt thể hiện niềm đam mê của con người – bản khắc màu của J. Pass, 1821, theo tên Charles Le Brun

Cảm xúc (tiếng Anh: emotion) là trạng thái thể chất và tinh thần do những thay đổi về thần kinh sinh lý gây ra, liên quan đến suy nghĩ, tâm trạng, phản ứng hành vi và mức độ vui thích hoặc không vui. Không có sự đồng thuận mang tính khoa học nào cho một định nghĩa. Cảm xúc thường gắn liền với tâm trạng, tính khí, tính cách, khuynh hướng hoặc sự sáng tạo.
Nghiên cứu về cảm xúc đã tăng lên trong hai thập kỷ qua, với sự đóng góp của nhiều lĩnh vực bao gồm tâm lý học, y học, lịch sử, xã hội học về cảm xúc, khoa học máy tính và triết học.
Nhiều nỗ lực nhằm giải thích nguồn gốc, chức năng và các khía cạnh khác của cảm xúc đã thúc đẩy nghiên cứu chuyên sâu về chủ đề này. Lý thuyết về nguồn gốc tiến hóa và mục đích có thể có của cảm xúc đã có từ thời Charles Darwin. Các lĩnh vực nghiên cứu hiện tại bao gồm khoa học thần kinh về cảm xúc, sử dụng các công cụ như quét PET và fMRI để nghiên cứu các quá trình hình ảnh cảm xúc trong não.
Từ quan điểm cơ học thuần túy, "Cảm xúc có thể được định nghĩa là một trải nghiệm tích cực hoặc tiêu cực có liên quan đến một mô hình hoạt động sinh lý cụ thể." Cảm xúc tạo ra những thay đổi về sinh lý, hành vi và nhận thức khác nhau. Vai trò ban đầu của cảm xúc là thúc đẩy các hành vi thích nghi mà trong quá khứ sẽ góp phần vào việc truyền gen thông qua sự sinh tồn, sinh sản và lựa chọn họ hàng.
Trong một số lý thuyết, nhận thức là một khía cạnh quan trọng của cảm xúc. Đối với những người hành động chủ yếu dựa trên cảm xúc, họ có thể cho rằng họ không suy nghĩ, nhưng các quá trình tinh thần liên quan đến nhận thức vẫn rất cần thiết, đặc biệt là trong việc giải thích các sự kiện. Ví dụ, việc nhận ra rằng chúng ta tin rằng chúng ta đang ở trong một tình huống nguy hiểm và sự kích thích tiếp theo của hệ thống thần kinh của cơ thể (nhịp tim nhanh và nhịp thở, đổ mồ hôi, căng cơ) là không thể thiếu đối với cảm giác sợ hãi của con người. Tuy nhiên, các lý thuyết khác cho rằng cảm xúc tách biệt và có thể đi trước nhận thức. Ý thức trải nghiệm một cảm xúc là thể hiện một đại diện tinh thần của cảm xúc đó từ một kinh nghiệm quá khứ hoặc giả thuyết, được liên kết trở lại trạng thái nội dung của niềm vui hoặc sự không hài lòng. Các trạng thái nội dung được thiết lập bằng cách giải thích bằng lời nói về các kinh nghiệm, mô tả một trạng thái nội bộ.
Cảm xúc rất phức tạp. Theo một số lý thuyết, chúng là những trạng thái cảm giác dẫn đến những thay đổi về thể chất và tâm lý ảnh hưởng đến hành vi của chúng ta. Sinh lý học của cảm xúc được liên kết chặt chẽ với sự kích thích của hệ thống thần kinh với các trạng thái và sức mạnh khác nhau của kích thích liên quan, rõ ràng, với các cảm xúc cụ thể. Cảm xúc cũng được liên kết với xu hướng hành vi. Những người hướng ngoại có nhiều khả năng hòa đồng và thể hiện cảm xúc của họ, trong khi những người hướng nội có nhiều khả năng bị xã hội rút lui và che giấu cảm xúc. Cảm xúc thường là động lực thúc đẩy động lực, tích cực hay tiêu cực. Theo các lý thuyết khác, cảm xúc không phải là lực nhân quả mà chỉ là hội chứng của các thành phần, có thể bao gồm động lực, cảm giác, hành vi và thay đổi sinh lý, nhưng không ai trong số các thành phần này là cảm xúc. Cảm xúc cũng không phải là một thực thể gây ra các thành phần này.
Cảm xúc liên quan đến các thành phần khác nhau, chẳng hạn như kinh nghiệm chủ quan, quá trình nhận thức, hành vi biểu cảm, thay đổi tâm sinh lý và hành vi công cụ. Có một thời, các học giả đã cố gắng xác định cảm xúc với một trong những thành phần: William James với kinh nghiệm chủ quan, các nhà hành vi với hành vi công cụ, nhà tâm sinh lý học với những thay đổi sinh lý, v.v. Gần đây, cảm xúc được cho là bao gồm tất cả các thành phần. Các thành phần khác nhau của cảm xúc được phân loại hơi khác nhau tùy thuộc vào ngành học. Trong tâm lý học và triết học, cảm xúc thường bao gồm một trải nghiệm chủ quan, có ý thức đặc trưng chủ yếu bởi các biểu hiện tâm sinh lý, phản ứng sinh học và trạng thái tinh thần. Một mô tả đa yếu tố tương tự của cảm xúc được tìm thấy trong xã hội học. Ví dụ, Peggy Thoits  mô tả cảm xúc liên quan đến các thành phần sinh lý, nhãn văn hóa hoặc cảm xúc (tức giận, bất ngờ, v.v.), hành động biểu cảm của cơ thể và đánh giá các tình huống và bối cảnh.

## Định nghĩa
Định nghĩa của Từ điển Oxford về cảm xúc là "Một cảm giác mạnh mẽ xuất phát từ hoàn cảnh, tâm trạng hoặc mối quan hệ với người khác". Cảm xúc là phản ứng với các sự kiện quan trọng bên trong và bên ngoài.
Cảm xúc có thể là sự xuất hiện (ví dụ: hoảng loạn) hoặc tâm thế (ví dụ: thù địch) và có thời gian tồn tại ngắn (ví dụ: tức giận) hoặc có thời gian tồn tại dài (ví dụ: đau buồn). Nhà trị liệu tâm lý Michael C. Graham mô tả tất cả các cảm xúc như tồn tại trên một cường độ liên tục. Vì vậy, nỗi sợ hãi có thể bao gồm từ lo lắng nhẹ đến mức khủng bố hoặc xấu hổ có thể từ ngượng ngập đơn giản đến xấu hổ mang tính độc hại. Cảm xúc đã được mô tả là bao gồm một tập hợp các phản ứng phối hợp, có thể bao gồm các cơ chế thông qua lời nói, sinh lý, hành vi và thần kinh.
Cảm xúc đã được phân loại, với một số mối quan hệ tồn tại giữa cảm xúc và một số đối lập trực tiếp hiện có. Graham phân biệt cảm xúc là chức năng hoặc rối loạn chức năng và lập luận tất cả các cảm xúc chức năng đều có lợi ích.
Trong một số cách sử dụng của từ này, cảm xúc là những cảm xúc mãnh liệt được hướng vào ai đó hoặc một cái gì đó. Mặt khác, cảm xúc có thể được sử dụng để chỉ các trạng thái nhẹ (như khó chịu hoặc nội dung) và các trạng thái không hướng vào bất cứ điều gì (như trong lo lắng và trầm cảm). Một dòng nghiên cứu xem xét ý nghĩa của từ cảm xúc trong ngôn ngữ hàng ngày và thấy rằng cách sử dụng này khá khác so với trong diễn ngôn học thuật.
Trong thực tế, Joseph LeDoux đã định nghĩa cảm xúc là kết quả của một quá trình nhận thức và ý thức xảy ra để đáp ứng với phản ứng của hệ thống cơ thể đối với một kích hoạt nào đó.

## Thành phần
Theo Mô hình quá trình thành phần (CPM) của Scherer về cảm xúc, có năm yếu tố quan trọng của cảm xúc. Từ quan điểm quá trình thành phần, kinh nghiệm cảm xúc đòi hỏi tất cả các quá trình này trở nên phối hợp và đồng bộ hóa trong một khoảng thời gian ngắn, được thúc đẩy bởi các quy trình thẩm định. Mặc dù việc đưa vào đánh giá nhận thức là một trong những yếu tố gây tranh cãi, vì một số nhà lý thuyết đưa ra giả định rằng cảm xúc và nhận thức là riêng biệt nhưng là hệ thống tương tác, CPM cung cấp một chuỗi các sự kiện mô tả hiệu quả sự phối hợp có liên quan trong giai đoạn cảm xúc.
- Đánh giá nhận thức: cung cấp một đánh giá về các sự kiện và đối tượng.
- Triệu chứng cơ thể: thành phần sinh lý học của trải nghiệm cảm xúc.
- Xu hướng hành động: một thành phần tạo động lực cho việc chuẩn bị và định hướng phản ứng của động cơ.
- Biểu hiện: biểu hiện trên khuôn mặt và giọng nói hầu như luôn đi kèm với trạng thái cảm xúc để truyền đạt phản ứng và ý định hành động.
- Cảm giác: trải nghiệm chủ quan của trạng thái cảm xúc một khi nó đã xảy ra.

## Phân biệt
Cảm xúc có thể được phân biệt với một số cấu trúc tương tự trong lĩnh vực khoa học thần kinh tình cảm: 
- Cảm giác; không phải tất cả cảm xúc bao gồm cảm xúc, chẳng hạn như cảm giác hiểu biết. Trong bối cảnh của cảm xúc, cảm xúc được hiểu rõ nhất là sự thể hiện chủ quan của cảm xúc, riêng tư đối với cá nhân trải nghiệm chúng.[27]
- Tâm trạng là những trạng thái cảm xúc lan tỏa thường kéo dài trong thời gian dài hơn nhiều so với cảm xúc, cũng thường ít mãnh liệt hơn cảm xúc và thường xuất hiện thiếu một kích thích theo ngữ cảnh.[23]
- Tình cảm: được sử dụng để mô tả trải nghiệm tình cảm tiềm ẩn của một cảm xúc hoặc tâm trạng.

## Mục đích và giá trị
Một quan điểm cho rằng cảm xúc tạo điều kiện cho các phản ứng thích ứng với các thách thức môi trường. Cảm xúc đã được mô tả như là kết quả của sự tiến hóa bởi vì chúng cung cấp các giải pháp tốt cho các vấn đề cổ xưa và định kỳ phải đối mặt với tổ tiên của chúng ta. Cảm xúc có thể hoạt động như một cách để truyền đạt những gì quan trọng đối với chúng ta, chẳng hạn như các giá trị và đạo đức. Tuy nhiên, một số cảm xúc, chẳng hạn như một số dạng lo lắng, đôi khi được coi là một phần của bệnh tâm thần và do đó có thể có giá trị tiêu cực. "Những khi tiềm thức phải lựa chọn giữa một bên là những cảm xúc đã bám rễ sâu xa và một bên là tính hợp lý thì hầu như cảm xúc bao giờ cũng chiến thắng" (T.Harv Eker)

## Phân loại
Một sự khác biệt có thể được thực hiện giữa các giai đoạn cảm xúc và tâm thế cảm xúc. Tâm thế cảm xúc cũng có thể so sánh với đặc điểm tính cách, nơi mà một người nào đó có thể được cho là nói chung được xử lý để trải nghiệm những cảm xúc nhất định. Ví dụ, một người dễ cáu kỉnh thường có tâm thế cảm thấy khó chịu dễ dàng hoặc nhanh chóng hơn những người khác. Cuối cùng, một số nhà lý thuyết đặt cảm xúc trong một phạm trù chung hơn về "trạng thái tình cảm" trong đó trạng thái tình cảm cũng có thể bao gồm các hiện tượng liên quan đến cảm xúc như niềm vui và nỗi đau, trạng thái động lực (ví dụ, đói hoặc tò mò), tâm trạng, khuynh hướng và đặc điểm.

### Các cảm xúc cơ bản

Ví dụ về những cảm xúc cơ bản

Bánh xe cảm xúc.

Trong hơn 40 năm, Paul Ekman đã ủng hộ quan điểm rằng cảm xúc là rời rạc, đo lường được và khác biệt về mặt sinh lý. Công việc có ảnh hưởng nhất của Ekman xoay quanh việc phát hiện ra rằng một số cảm xúc nhất định dường như được công nhận trên toàn cầu, ngay cả trong các nền văn hóa được ưu tiên và không thể học được các liên kết cho biểu cảm khuôn mặt thông qua phương tiện truyền thông. Một nghiên cứu cổ điển khác cho thấy khi những người tham gia biến các cơ mặt của họ thành các biểu hiện trên khuôn mặt khác biệt (ví dụ, sự ghê tởm), họ đã báo cáo các trải nghiệm chủ quan và sinh lý phù hợp với các biểu hiện trên khuôn mặt khác biệt.
Nghiên cứu biểu hiện trên khuôn mặt của Ekman đã kiểm tra sáu cảm xúc cơ bản: tức giận, ghê tởm, sợ hãi, hạnh phúc, buồn bã và bất ngờ. Sau này trong sự nghiệp của mình, Ekman đưa ra giả thuyết rằng những cảm xúc phổ quát khác có thể tồn tại ngoài sáu cảm xúc này. Trước nghiên cứu này, các nghiên cứu đa văn hóa gần đây do Daniel Cordaro và Dacher Keltner làm chủ biên, cả đều hai cựu sinh viên của Ekman, đã mở rộng danh sách những cảm xúc phổ quát. Ngoài sáu cảm xúc nguyên bản, các nghiên cứu này còn cung cấp đưa ra thêm các cảm xúc vui chơi, kinh ngạc, mãn nguyện, ham muốn, bối rối, đau đớn, nhẹ nhõm và cảm thông trong cả biểu cảm khuôn mặt và giọng nói. Họ cũng đưa ra các cảm xúc nhàm chán, bối rối, thích thú, tự hào và xấu hổ trên khuôn mặt, cũng như sự khinh miệt, quan tâm, nhẹ nhõm, và chiến thắng trong giọng nói.